# MEB-JB1
MEB-JB1 – морське будівельне судно, яке в окремі періоди залучалось до проведення робіт зі спорудження офшорних вітрових електростанцій.

## Характеристики
Судно, що за своїм архітектурно-конструктивним типом відноситься до самопідіймальних (jack-up), спорудили у 1960 році на німецькій Howaldswerke-Deutsche Werft у місті Кіль. В 1995-му воно пройшло модернізацію, після чого починаючи з 2000-го виконало ряд робіт у новій офшорній галузі – спорудженні вітрових електростанцій. У 2012-му його доправили до Порт-Кланг (Малайзія) для проведення модернізації, яка б зокрема дозволила далі діяти в офшорній вітроенергетиці, вимоги з боку якої постійно зростають на тлі збільшення потужності та розмірів турбін. Доставка відбулась на борту спеціалізованого напівзануреного судна Hawk.
MEB-JB1 обладнане краном вантажопідйомністю 272 тони та має робочу палубу площею 1106 м2 з припустимим навантаженням 10 тонн/м2. Для постановки на місце роботи використовують вісім опор довжиною по 50 метрів. На борту забезпечується розміщення до 60 осіб (включаючи 40 у тимчасових житлових контейнерах).

## Завдання судна

### Офшорна вітроенергетика
У 2000 році JB-1 провела монтаж вітрових турбін на данській ВЕС Міддельгруннен, розташованій на виході з порту Копенгагена (протока Ересунн).
У 2001-му судно встановило 5 вітроагрегатів шведської станції Yttre Stengrund (Балтійське море, південний вхід в протоку Кальмарсунд).
У 2003 році JB1 разом з іншою самопідіймальною установкою Excalibur встановило 27 із 30 турбін на ВЕС Норт-Хойл в Ірландському морі біля північного узбережжя Уельсу. При цьому на JB1 стався інцидент із падінням крана.
У 2005-му судно спорудило метеорологічний пост в Північному морі на захід від німецького острова Амрум (в наступному десятилітті тут звели ВЕС Амрумбанк-Вест.

### Інші завдання
В липні 2006 року судно взяло участь у демонтажних роботах на контейнеровозі CP Valour, який сів на скелю біля Азорських островів. З судна не лише зняли вантаж, але й головний двигун та ряд інших механізмів, а також вирізали житловий блок.
У 2012-2015 роках JB1 виконувало пальні роботи на споруджені австралійського вугільного термінала WICET (Wiggins Island Coal Export Terminal). Доставку на місце робіт виконали шляхом буксирування, тоді як назад до Малайзії його протранспортували на борту спеціалізованого напівзануреного судна Zhen Hua 29.